# 十日草輔
十日 草輔（とおか そうすけ、1975年 - ）は、日本の漫画家。

## 来歴

### サラリーマンを経験
もともとは少年誌しか読まなかったというが、20歳のころに漫画家を目指した際には、手当たり次第に漫画を読んだ。しかし、その「作品から受けた影響を自分のマンガに生かせなかった」という。
23歳で漫画家を目指す。漫画を投稿するが、「箸にも棒にもかからず」にやめる。しかし絵を続けるために絵本を描いたところ、大賞を取り、本を出版するも、出版社が倒産する。20代のころに子供の時からの夢であった漫画家になることを挫折し、サラリーマンとして働く。それまでの作品は「独りよがりなもの」であったが、サラリーマンを経験したことにより漫画を描く上で大事なことを学んだという。サラリーマン時代はWebの仕事をし、コーダーやデザイナー、Webマーケティングを経験。ブラック企業もホワイト企業も経験する。

### 脱サラから漫画家になるまで
「また絵本を描いてみよう」と考えた十日は、ワコムのペンタブレットを購入。「普通に鉛筆で描くのと変わらない」と感じた十日は、「可能性を感じ」、働きながら「絵でやっていきたい」と考えるようになった。家族がいないこともあり、2016年10月に脱サラをし、2017年1月に漫画を描き始める。十日は会社を辞めた当初は絵本を描こうと考えていたが、絵本は募集が少なく、ほかの投稿者の年齢が若いと知る。絵本は敷居が高いと考えていたところ、Web漫画を知り、Webなら「いろんな人に読んでもらえるのがいい」と考える。
絵本をやめた後、漫画を執筆する際に「一番売れているマンガを読んでみよう」と考えた。漫画家を挫折して以来漫画を読んでいなかった十日は、尾田栄一郎の『ONE PIECE』を読み、「めちゃくちゃ面白い」と考え、それがきっかけとなり、『王様ランキング』というタイトルの由来になった。漫画を読むことから遠ざかる前、もともとは『週刊少年ジャンプ』（集英社）の漫画が好きで、特に『キン肉マン』や『ドラゴンボール』を好きな作品として挙げている。一番影響を受けた漫画家は、鳥山明である。年月が経ち、過去に読んだ漫画の影響が、「やっと出始めているような気が」すると十日は語っている。

### 『王様ランキング』の連載開始
2017年からWeb漫画投稿サイト「マンガハック」で『王様ランキング』の連載を開始。副業をせずに漫画家のみで活動をしている。連載開始時のペンネームは「goriemon」で、ニコニコ静画では「aaa」、十日のホームページでは「とかただ」名義を使用していた。本名を姓名判断したところ、「すごく悪かった」といい、ペンネームを一生懸命考えていたためである。「goriemon」で有名になったが、名前を変更したのは「縦書きにしにくい」からである。漫画やアニメを親から禁止されて育ってきたため、漫画の執筆について、親には内緒にしている。
2018年、同作がTwitterで話題となり、トレンド入りを果たす。「次にくるマンガ大賞 2018」のWebマンガ部門にもノミネートされた。
初連載である同作は、2019年に単行本がKADOKAWAのビームコミックスレーベルから発売されており、WIT STUDIOによりアニメ化されている。同作は「みんなが選ぶTSUTAYAコミック大賞2019」で6位を獲得。
2019年4月18日からWebメディア「マトグロッソ」（イースト・プレス）にて、エッセイ『脱サラ41歳のマンガ家再挑戦-王様ランキングがバズるまで』を連載開始。

## 作風
「キャラクターに親しみを持たせ」、「感情移入しやすくなる」ような「線の少ないシンプルな絵柄」を持ち味としている。『王様ランキング』では、愛らしい絵柄で、「極端に視覚的な作風」で「セリフが少ないのも大きな特徴」。「絵本調」な作画であるが、「大人に染みる」内容となっている。

## 人物
テレビゲームで執筆の息抜きをしている。十日はRPGの「喋らない主人公キャラ」に強く感情移入したといい、「主人公になり切り、その世界にどっぷりはまって現実から逃避」して遊んでいることが、『王様ランキング』のボッジ王子にも影響しているかもしれないと語っている。
おしゃべりな性格である。

## 作品リスト

### 漫画作品
- 『王様ランキング』KADOKAWA〈ビームコミックス〉既刊19巻（『マンガハック』2017年5月20日 - 連載中）
- 『脱サラ41歳のマンガ家再挑戦-王様ランキングがバズるまで』イースト・プレス、全1巻（『マトグロッソ』2019年4月18日[12] - ）
  - 2020年7月14日発売[1]、ISBN 978-4-7816-1890-6

### その他
- 世界を変えるキャッチコピー大賞 神仏アート（2021年2月[15]）